# Le conseguenze dell'amore
Le conseguenze dell'amore är en italiensk dramathriller från 2004 i regi av Paolo Sorrentino.

## Utmärkelser
Filmen vann David di Donatello för bästa film 2005.

## Roller (urval)
- Toni Servillo – Titta Di Girolamo
- Olivia Magnani – Sofia Giorgi
- Adriano Giannini – Valerio Di Girolamo
- Antonio Ballerio – bankdirektören
- Gianna Paola Scaffidi – Giulia
- Nino D'Agata – Natale
- Vittorio Di Prima – Nitto Lo Riccio
- Angela Goodwin – Isabella